# PM Entertainment
PM Entertainment株式会社（ピーエムエンターテインメント）は、東京都渋谷区に本社を置く、映像製作・配給、海外テレビ映画の輸入配給・字幕吹替の翻訳、CM制作、セールスプロモーション・イベント制作事業や、衛星放送事業などを行う日本の企業。

## 沿革
- 2018年7月 - プレイボーイチャンネルでPLAYBOY作品の放送を開始
- 2019年11月 - 編成事業部を東京都港区三田に移転
- 2020年7月 - プレイボーイチャンネルでMarc Dorcel、VIXEN作品の放送を開始
- 2021年7月 - FANZAにてメーカー「PM Entertainment」としてMarc Dorcel、VIXEN作品の配信を開始
- 2021年12月 - 株式会社GOOD SPEED MANAGEMENTの運営するバニラスカイチャンネルの委託放送業務を開始

## 事業内容
放送事業
2018年7月1日からアダルト放送チャンネル『プレイボーイチャンネル』の番組供給事業者として運営を開始。スカパー!では943chにてハイビジョン放送しているほか、一部のケーブルテレビ放送等でも視聴が可能である。チャンネル名称の通り「PLAYBOY」作品のほか、フランスのメーカー「Marc Dorcel」やアメリカの「VIXEN」といった海外作品も放送している。また、海外作品のみならず国内作品もラインナップ。国内外のさまざまなコンテンツを放送中。
2021年12月からは株式会社GOOD SPEED MANAGEMENTの運営するアダルト放送チャンネル『バニラスカイチャンネル』の放送業務委託を受けている。
ライセンス事業
2020年4月フランスのMarc Dorcel（マーク・ドーセル）社とライセンス契約を締結。CS放送チャンネル「プレイボーイチャンネル」にて放送開始
2021年7月日本の動画配信サイト「FANZA」にてPLAYBOYとMarc Dorcelのアダルトコンテンツ配信を開始。
2022年9月現在、69タイトルを販売中。
海外コンテンツのモザイク処理、字幕翻訳、オリジナルのカバー画像を作成するなど日本の市場に適したフォーマットへのローカライズも行っている。
映像制作事業
2021年10月には指専用セーファーサックであるfindomのCMを制作。
スカパー！チャンネルである「kmpチャンネル」「Zaptv」「ダイナマイトTV」「AV王」にて放映を行なった。

## 取り扱い海外メーカー
PLAYBOY TV
アメリカに本拠を置くペイTVチャンネル。1980年、雑誌の「プレイボーイマガジン」の動画版として発足。当初は音楽レビューやセレブへのインタビュー、男性ファッション、自動車に関するコーナーなどで編成されていたが、時代とともによりアダルトコンテンツへと進化を遂げていった。プレイメイトのグラビアやセックスシーンのあるコンテンツが主流であったが、近年はよりソフトコアコンテンツを訴求している。
Marc Dorcel
フランスに本拠を置くポルノ制作スタジオ。1979年、マーク・ドーセルにより設立されたスタジオ。熟女がテーマの『40 YEARS OLD』、学生シチュエーションの『RUSSIAN INSTITUTE』、秘書がテーマの『GIRLS AT WORK』、監獄を舞台とする『PRISON』といったテーマ性のある作品を制作している。
VIXEN
アメリカに本拠を置くポルノ制作スタジオ。黒人男性との性交を描いた『Blacked』、肛門性交に特化した『Tushy』、BDSMなどフェティッシュなテーマを用いる『Deeper』を制作している。また、『Blacked』と『Tushy』にはそれぞれスキンを着用しないシリーズとして『Blacked Raw』や『Tushy Raw』といった作品もある。